# Arthur Rankin Jr.
Arthur Rankin Jr., nato Arthur Rankin Davenport Jr. (New York, 19 luglio 1924 – Bermuda, 30 gennaio 2014), è stato un regista e produttore cinematografico statunitense.

## La famiglia
Figlio dell'attore Arthur Rankin, interprete di medio spessore tra gli anni venti e trenta, apparso in un totale di 149 pellicole tra semplici comparse, apparizioni non accreditate e ruoli di primo piano. Sua nonna paterna era l'attrice Phyllis Rankin che sposò Harry Davenport (ricordato per essere stato uno degli interpreti, nel ruolo del dottor Meade, di Via col vento) che, dopo il matrimonio, adottò Arthur (senior), figlio della moglie.
Dal 1960 al 1987 fu attiva la società Videocraft International, Ltd., poi rinominata Rankin/Bass Productions, Inc., fondata assieme a Jules Bass, che produsse interessanti serie TV come King Kong o Le favole più belle.
È stato sposato con l'attrice greca Olga Karlatos.

## Filmografia parziale

### Regista
- 20,000 Leagues Under the Sea (1973)
- The Hobbit (1977)
- The Return of the King (1980)
- Il volo dei draghi (1982)
- L'ultimo unicorno (The Last Unicorn) (1982)

### Produttore
- The New Adventures of Pinocchio – serie TV (1960)
- Tales of the Wizard of Oz – serie TV (1961)
- King Kong (The King Kong Show) – serie TV (1966)
- Return to Oz (1964)
- Rudolph, the Red-Nosed Reindeer (1964)
- Willy McBean and His Magic Machine (1965)
- The Daydreamer (1966)
- Fiocco Frosty il pupazzo di neve (Frosty the Snowman) (1969)
- Le favole più belle (Festival of Family Classics) – serie TV (1972-1973)
- L'ultimo dinosauro (The Last Dinosaur) (1977)
- L'ultimo unicorno (The Last Unicorn) (1982)
- Il re ed io (The King and I) (1999)